# 冯志礼
冯志礼（1962年12月—），男，汉族，浙江绍兴人。大专学历，1983年8月参加工作，1982年12月加入中国共产党。现任中共云南省委常委、省纪委书记。

## 生平
1980年9月至1983年8月间，在温州师范专科学校政治科政治教育专业学习。1983年8月起历任浙江省瑞安师范学校教师、团委书记、教导处副主任、校党总支委员。1986年9月，转任共青团浙江省温州市委副书记、党组成员。1992年12月，升任转任共青团温州市委书记、党组书记。1995年1月起任中共洞头县委副书记。1997年8月起任中共洞头县委副书记、县长。1998年10月升任中共洞头县委书记、县长。1999年11月，不再兼任县长一职。2001年6月，任温州市副市长。同年10月起，不再担任洞头县委书记。
2007年1月，调任中共嘉兴市委常委，兼任市纪委书记。2011年3月起，任中共嘉兴市委副书记，同时仍兼任市纪委书记。同年7月，转而兼任政法委书记。
2012年8月，冯志礼调任中共浙江省委统战部副部长、省民族宗教事务委员会党组书记，后担任省民宗委主任。2016年12月，接替转任中共陕西省委常委、西安市委书记的王永康担任中共浙江省委统战部部长。2017年6月，在中共浙江省委十四届一次全会上新当选为中共浙江省委常委，晋升副省（部）级，同时仍兼任省委统战部部长。
2017年8月，中共中央决定其接替赵凤桐任国土资源部党组成员、中共中央纪委驻国土资源部纪检组组长。2018年3月，担任国务院机构改组后的自然资源部党组成员、中共中央纪委驻自然资源部纪检组组长。
2018年7月，调任中共云南省委常委、省纪委书记。